# Torstanus Magni Kindius
Torstanus Magni Kindius, född 1637, död 1683, var en svensk präst. Han är känd som skrivare av Ordinarium missae i Linköpings stiftsbibliotek.

## Biografi
Torstani Magni Kindius föddes 1637. Han skrevs in vid Uppsala universitet 1661 och prästvigdes 22 december 1663 som komminister i Vist, från 2 juni 1675 i Rinna församling. Han var en slarvig komminister som avsattes 2 juni 1682. Han var emellertid mån om kyrkosången i Rinna kyrka där den egenhändigt skrivna Ordinarium missae togs i bruk 15 april 1678. Kindius dog på Vadstena hospital 1683. Han var gift med Kerstina Pedersdotter död 10 januari 1692 i Vadstena (54 år).

### Webbkällor
- Rudén, Jan Olof (2023). ”Musiken i Uppsala under stormaktstiden : bidrag till dess historia grundade på en arkivinventering. 2, 1660-1730. Del B, Biografier [Elektronisk resurs”]. sid. 64. http://urn.kb.se/resolve?urn=urn:nbn:se:uu:diva-490509. Läst 15 mars 2024.